# كارل بودي
كارل بودي (بالألمانية: Karl Budde)‏ هو عالم عقيدة ألماني، ولد في 13 أبريل 1850 في Bensberg ‏ في ألمانيا، وتوفي في 29 يناير 1935 في ماربورغ في ألمانيا.